# Pirata indigenus
Pirata indigenus là một loài nhện trong họ Lycosidae.
Loài này thuộc chi Pirata. Pirata indigenus được Alfred Russel Wallace & H. Exline miêu tả năm 1978.